# Caméra pan tilt zoom

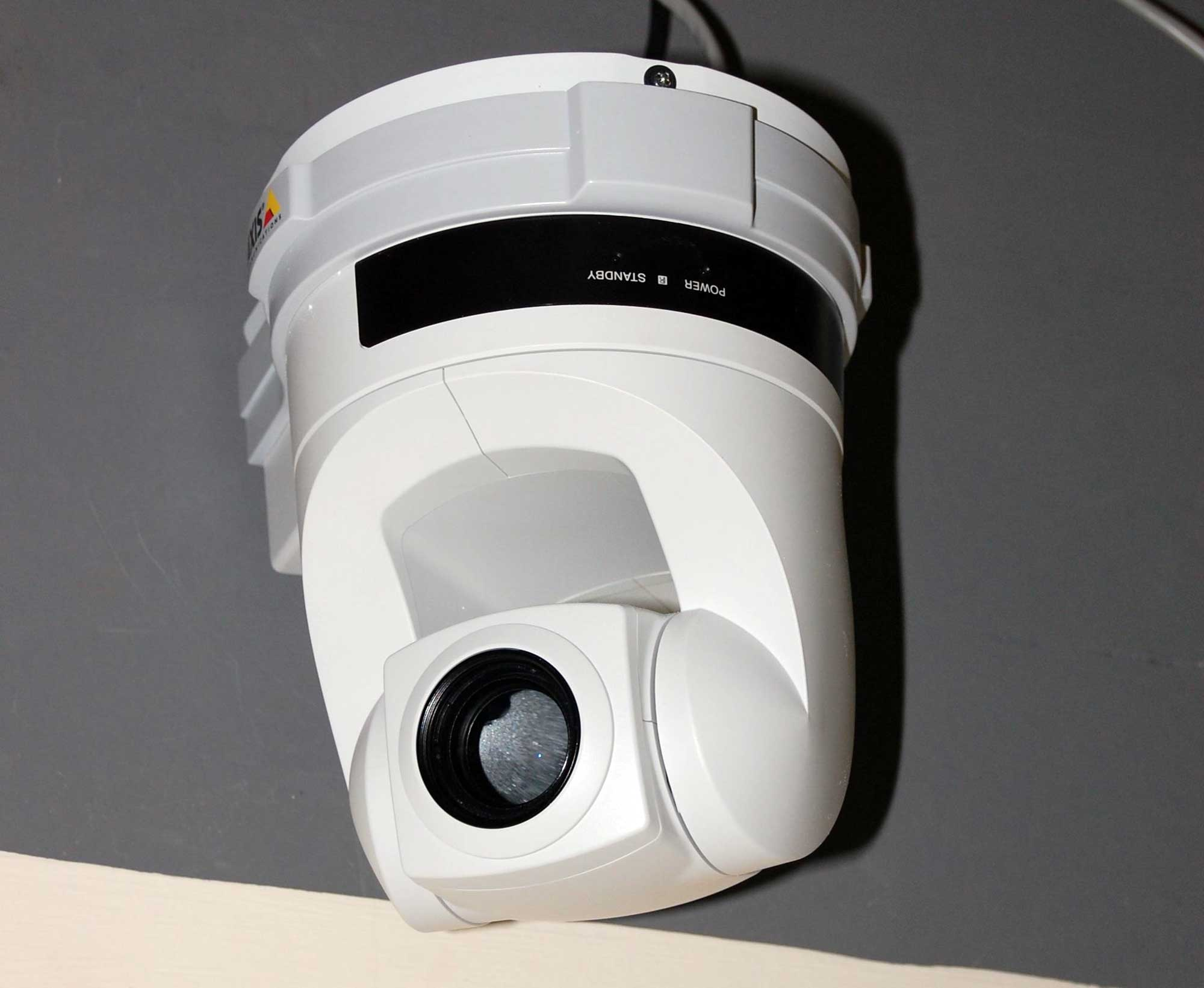
Une caméra PTZ.

Une caméra pan tilt zoom ou PTZ est une caméra vidéo, capable d'être pilotée et de zoomer par elle-même. PTZ est le sigle anglais de pan : faire un panoramique ; tilt : incliner ; et zoom, décrivant les mouvements la caractérisant.
Une innovation des caméras PTZ consiste en la détection des changements de pixels. Quand ceux-ci changent, la caméra se centre sur eux pour centrer la fluctuation de pixel sur la puce vidéo. Cela permet à la caméra de suivre automatiquement le mouvement. Dès que l'objet en mouvement quitte le champ de vision de la caméra, celle-ci revient à sa position préprogrammée.